# Parvamussium siebenrocki
Parvamussium siebenrocki is een tweekleppigensoort uit de familie van de Propeamussiidae. De wetenschappelijke naam van de soort is voor het eerst geldig gepubliceerd in 1901 door Sturany.